# Priznanje „Ban Josip Jelačić“
Priznanje „Ban Josip Jelačić“ je priznanje koje dodjeljuje Hrvatsko narodno vijeće Republike Srbije za društveni rad u hrvatskoj zajednici. Nosi ime po Josipu Jelačiću, hrvatskom banu, rođenom u Petrovaradinu. Nagrada je utemeljena 4. listopada 2013. na 59. redovitoj sjednici Hrvatskog nacionalnog vijeća održanoj u Gradskoj kući u Srijemskoj Mitrovici.
Na redovitoj sjednici HNV-a održanoj 13. prosinca 2013. godine u Subotici donesena je odluka da se 2013. dodijeli nagrada „Ban Josip Jelačić“ Branku Horvatu, na prijedlog Hrvatskog kulturnog prosvjetnog društva „Matija Gubec“ iz Tavankuta. Obrazloženje: "Osim dugogodišnjeg aktivnog rada u hrvatskoj zajednici, najprije u HKPD „Matija Gubec“ u Tavankutu, a potom i u HNV-u, u obrazloženju se ističe nesvakidašnja gesta, naime početkom 2012. godine Branko Horvat je kuću u svom vlasništvu, darovao HKPD „Matija Gubec“, koju društvo koristi za galerijski izložbeni prostor slika od slame, za svoje sjedište, te za održavanje brojnih kulturnih manifestacije.", u vremenima "kada su brojni objekti u seoskim sredinama osuđeni na propast a iseljavanje pogotovo mladih iz seoskih sredina sveprisutna"
Na svečanoj sjednici 12. prosinca 2014. dodijeljena je nagrada „Ban Josip Jelačić“ velečasnom Marku Kljajiću koji je bio dvadeset godina župnik u Petrovaradinu. Tijekom 90-tih godina prošlog stoljeća ostao je uz svoj narod premda je na tim prostorima sustavno doživljavao nasilje. Obrazloženje: objavio je više djela iz povijesti srijemskih naselja zatim kroniku stradanja Hrvata u Srijemu tijekom devedesetih godina XX stoljeća, pjesnička djela. Knjigom “Kako je umirao moj narod”, prvi se put dobilo sustavnu i cjelovitu obradu problema nasilnog istjerivanja Hrvata 1990-ih.